# Cúrling als Jocs Olímpics d'Hivern de 1924
Als Jocs Olímpics d'Hivern de 1924 celebrats a la ciutat de Chamonix (França) es disputà una prova de cúrling, únicament en categoria masculina. La competició se celebrà entre els dies 28 i 30 de gener de 1924.

## Controvèrsia
Durant molts anys es cregué que aquesta prova fou considerada esport de demostració durant la realització dels Jocs l'any 1924, però mitjançant una investigació del diari The Herald s'arribà a la conclusió que la seva participació en els Jocs fou totalment dins del programa oficial. El Comitè Olímpic Internacional (COI) decidí entregar les medalles corresponents als familiars dels membres participants en aquella olimpíada dies abans de la celebració dels Jocs Olímpics d'Hivern de 2006 a Torí (Itàlia).

## Comitès participants
Participaren 23 competidors de 3 comitès nacionals diferents:
- França (6)
- Regne Unit (7)
- Suècia (9)

L'equip de Suïssa havia de participar en la competició, però finalment fou baixa.

## Resum de medalles
| Prova   | Or | Argent | Bronze |
| Curling | Regne Unit John Robertson · William K. Jackson · Robin Welsh · Thomas Murray · Laurence Jackson · John McLeod · William Brown · D. G. Astley | SuèciaJohan Petter Åhlén · Carl-Axel Pettersson · Karl-Erik Wahlberg · Carl Petersén · Ture Ödlund · Victor Wetterström · Erik O. Severin · Carl August Kronlund · D. G. Astley | França Henri Cournollet · Georges André · Armand Bénédic · Pierre Canivet · Robert Planque · Henri Aldebert |

## Medaller
| Posició | País       | Or | Argent | Bronze | Total |
| 1       | Regne Unit | 1  | 0      | 0      | 1     |
| 2       | Suècia     | 0  | 1      | 0      | 1     |
| 3       | França     | 0  | 0      | 1      | 1     |
|         |            |    |        |        |       |
| Total   | Total      | 1  | 1      | 1      | 3     |

## Resultats
Es disputaren tres partits realitzats per sorteig:
| Data        | Equip      | Resultat | Equip      |
| ----------- | ---------- | -------- | ---------- |
| 28 de gener | Suècia     | 19 - 10  | França     |
| 29 de gener | Suècia     | 7 - 38   | Regne Unit |
| 30 de gener | Regne Unit | 46 - 4   | França     |

| Pl. | Equip      | J | G | P | PF |
| --- | ---------- | - | - | - | -- |
| 1   | Regne Unit | 2 | 2 | 0 | 10 |
| 2   | Suècia     | 2 | 1 | 1 | 5  |
| 3   | França     | 2 | 0 | 2 | 0  |

Finalment es disputà un partit per decidir la plata:
| Equip  | Resultat | Equip  |
| ------ | -------- | ------ |
| Suècia | 18 - 10  | França |